# Tąpkowice
Tąpkowice is een dorp in de Poolse woiwodschap Silezië. De plaats maakt deel uit van de gemeente Ożarowice en telt 1 500 inwoners.